# Villers-Marmery
Villers-Marmery is een gemeente in het Franse departement Marne (regio Grand Est) en telt 569 inwoners (2004). De plaats maakt deel uit van het arrondissement Reims.

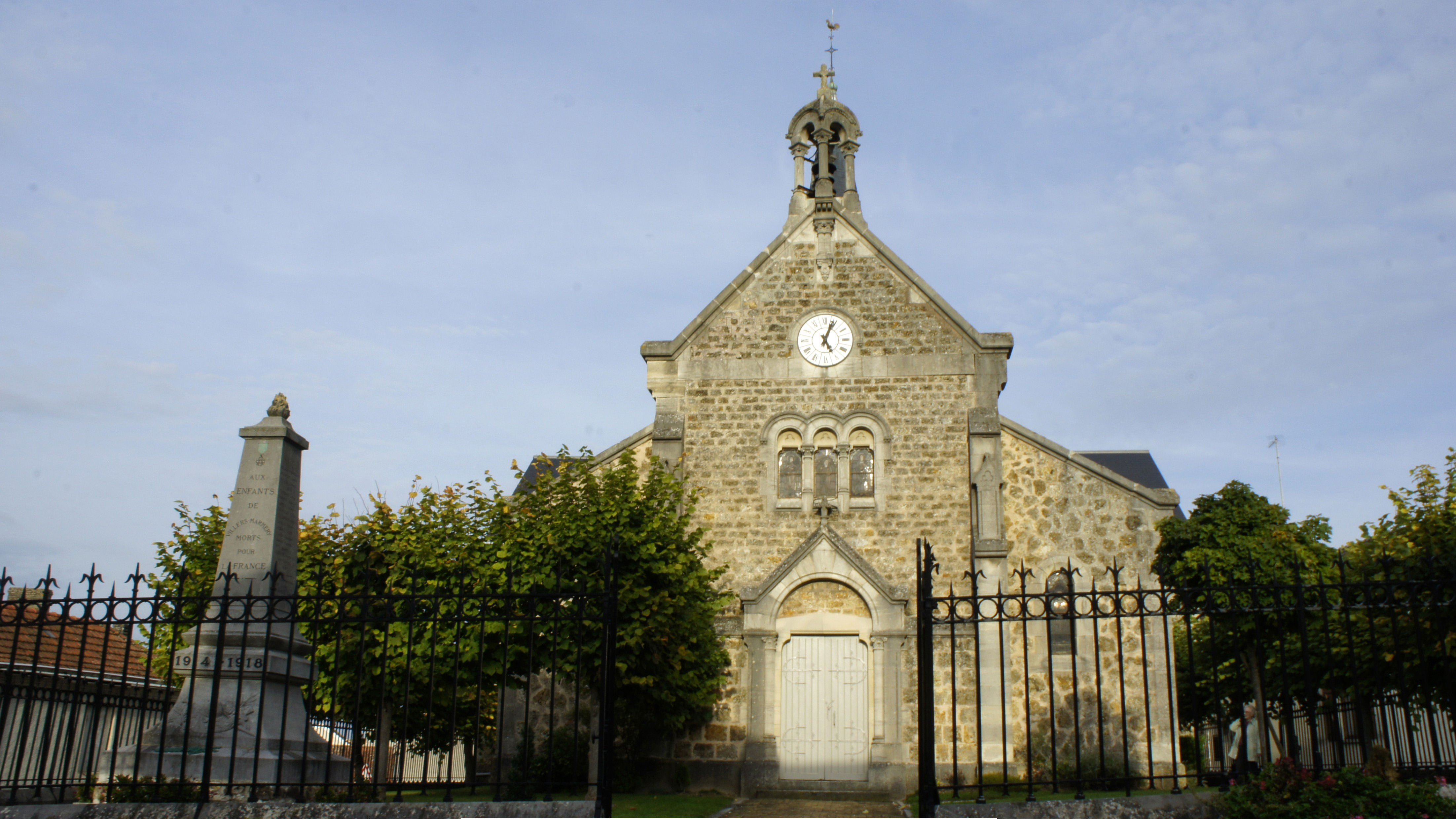
Kerk in Villers-Marmery
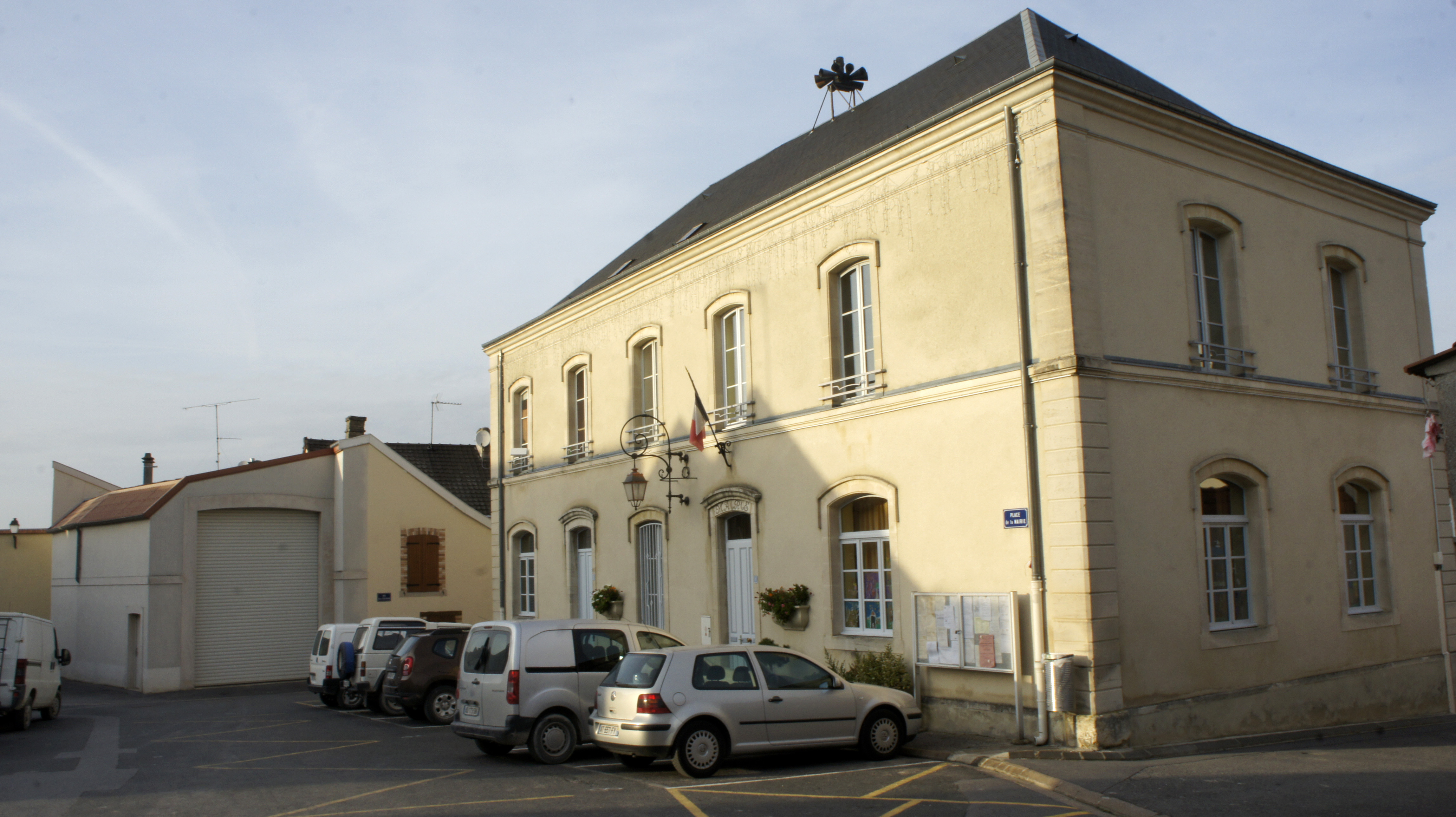
Gemeentehuis

## Geografie
De oppervlakte van Villers-Marmery bedraagt 10,8 km², de bevolkingsdichtheid is 52,7 inwoners per km².
De onderstaande kaart toont de ligging van Villers-Marmery met de belangrijkste infrastructuur en aangrenzende gemeenten.

## Demografie
Onderstaande figuur toont het verloop van het inwonertal (bron: INSEE-tellingen).